# 伊斯拉溫布

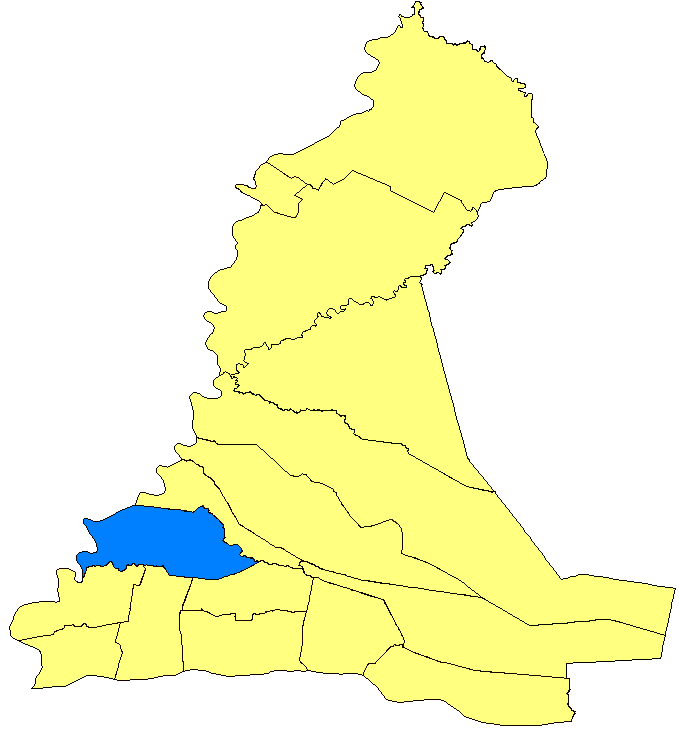

伊斯拉溫布（西班牙語：Isla Umbú），是巴拉圭的城鎮，位於該國西南部，由涅恩布庫省負責管轄，距離亞松森370公里，始建於十八世紀，海拔高度44米，2002年人口320。